# Anthus hellmayri
El bisbita pálido o cachirla pálida (Anthus hellmayri) también llamado bailarín chico argentino, es una especie de ave paseriforme de la familia Motacillidae propia del Cono Sur.

## Distribución y hábitat
Se encuentra en Argentina, Bolivia, sur de Brasil, Chile, Paraguay, Perú y Uruguay. Su hábitat natural son los herbazales templados y las praderas de montaña subtropicales.